# Ludwig Verbeek
Ludwig Verbeek (* 24. November 1938 in Köln; † 30. November 2020 in Bonn) war ein deutscher Schriftsteller.

## Leben
Ludwig Verbeek studierte Germanistik, Anglistik, Geografie, Psychologie und Kunst an der Universität Bonn. Von 1958 bis 1959 hielt er sich in den Vereinigten Staaten auf. Anschließend war er als Lehrer an niedersächsischen und nordrhein-westfälischen Schulen tätig. Von 1971 bis 2003 lehrte er Deutsch und Englisch am Bonner Abendgymnasium. Von 1977 bis 1979 gehörte er der Fachkommission für den Zweiten Bildungsweg in Nordrhein-Westfalen an. Verbeek lebte zuletzt in Bonn. Als Juror und Mentor war er in verschiedenen Gremien mancherorts tätig.
Ludwig Verbeek war in erster Linie Lyriker, daneben schrieb er Erzählungen, Essays und Tagebücher. 1961 wurde sein Hörspiel „Ich fahre die Reikjaveneta“ (Regie Johannes Weinberg) durch die im Rahmen des „Studium Universale“ der Universität Bonn von Gerd Hergen Lübben gegründete Bühne für sinnliche Wahrnehmung – KONZIL uraufgeführt. Von 1977 bis 1983 gab er die Kulturzeitschrift "Die Kribbe" heraus.
Ludwig Verbeek war Mitglied des Verbandes Deutscher Schriftsteller, dessen Bonner Bezirksgruppe er mitbegründete und von 1978 bis 1984 als Vorsitzender leitete, und der Gesellschaft für Literatur in Nordrhein-Westfalen. 1981 erhielt er ein Arbeitsstipendium des Landes Nordrhein-Westfalen.

## Werke
- Brechungen, Duisburg 1971
- Lucide Intervalle, Duisburg 1973
- Schaubilder in Grammatik, Köln [u. a.] 1975
- Stück und Kristall, Duisburg 1979
- Von Orpheus bis Unperson, Bonn 1980
- Das Blaue vom Himmel, Bad Honnef 1992
- Jagd ohne Falken, Unkel/Rhein [u. a.] 1992
- Anflug auf dich, Koblenz 1997
- Rückkehr der Verse, Koblenz 1998
- Friede sei mit mir, Siegburg 1999
- Lichtjahre und ich, Bonn 2005
- Die Währung der Wörter, Bad Honnef 2010
- Wort für Wort in Norm und Form, Bonn 2013
- Schattenlos, Bonn 2016
- Im Spiegel der Sprache – Gedichte aus 60 Jahren, Bonn 2018

## Übersetzungen
- Omar Chayyam: Philosophische Bildergalerie im 11. Jahrhundert, Bonn 2006 (übersetzt zusammen mit Jalal Rostami Gooran)